# Утигард
Утигард или Рамнефјел је водопад у Европи. То је назив за трећи највиши водопад у Свету, а у Европи први. Водопад се налази на планини Рамнефјел, у општини Стрин у округу Согн ог Фјордане у Норвешкој. Вода долази из Рамнефјел гречера, након водопада вода се улива у језеро Ловатнет.
Године 1905. и 1936. је страдало више од сто људи као резултат клизишта.